# Дейтон (Пенсільванія)
Дейтон (англ. Dayton) — місто (англ. borough) в США, в окрузі Армстронг штату Пенсільванія. Населення — 549 осіб (2020).

## Географія
Дейтон розташований за координатами 40°52′52″ пн. ш. 79°14′28″ зх. д. / 40.88111° пн. ш. 79.24111° зх. д. (40.881195, -79.241127).  За даними Бюро перепису населення США в 2010 році місто мало площу 0,97 км², уся площа — суходіл.

## Демографія
Згідно з переписом 2010 року, у селищі мешкали 553 особи в 226 домогосподарствах у складі 154 родин. Густота населення становила 567 осіб/км².  Було 251 помешкання (258/км²).
Расовий склад населення:
| - 97,6 % — білих - 0,4 % — азіатів |

До двох чи більше рас належало 1,1 %. Частка іспаномовних становила 0,0 % від усіх жителів.
За віковим діапазоном населення розподілялося таким чином: 24,1 % — особи молодші 18 років, 53,3 % — особи у віці 18—64 років, 22,6 % — особи у віці 65 років та старші. Медіана віку мешканця становила 42,3 року. На 100 осіб жіночої статі у селищі припадало 104,1 чоловіків;  на 100 жінок у віці від 18 років та старших — 97,2 чоловіків також старших 18 років.
Середній дохід на одне домашнє господарство  становив 48 200 доларів США (медіана — 41 071), а середній дохід на одну сім'ю — 56 528 доларів (медіана — 56 136). Медіана доходів становила 45 227 доларів для чоловіків та 24 464 долари для жінок. За межею бідності перебувало 30,4 % осіб, у тому числі 64,0 % дітей у віці до 18 років та 8,8 % осіб у віці 65 років та старших.
Цивільне працевлаштоване населення становило 190 осіб. Основні галузі зайнятості: освіта, охорона здоров'я та соціальна допомога — 15,3 %, транспорт — 14,7 %, науковці, спеціалісти, менеджери — 13,7 %.